# 第563国民掷弹兵师
第563国民掷弹兵师（563. Grenadier-Division）是納粹德國陸軍在第二次世界大战期间组建的一支國民擲彈兵师级单位。1944年10月，第563国民掷弹兵师在挪威成立。该师后来在库尔兰包围战中被包圍，在包围圈中一直作战至战争结束，並向苏军投降。